# Droit iranien
Le droit iranien est le droit de type musulman appliqué en Iran.

## Histoire

### Empire achéménide
Sous le règne achéménide, la justice des satrapes a toujours incorporé les systèmes en place dans les provinces avant la conquête, et les anciennes lois sont restées particulièrement importantes dans les régions à la périphérie de l’empire. La dynastie achéménide se présentait comme la défenseuse du bien et de la justice tels qu’ordonnés par le dieu zoroastrien Ahura-Mazda.
L’expression dātu ša šarri est attestée dans des jugements et des contrats de l’époque achéménide. Selon Sophie Demare-Lafont, elle signifie « loi du roi » et renvoyait à l’ensemble des réponses juridiques données par le monarque, à la manière des rescrits.
Selon Daniel Beckmann, bien que les Achéménides aient surtout donné à voir les condamnations et les exécutions judiciaires des rebelles à l’empire, ils ont aussi dans certains cas été obligés de prononcer des amnisties.
Le droit achéménide est mentionné quelques fois dans les textes d’Ezra–Nehemiah (en).

### Empire sassanide
Les pratiques juridiques sous l’empire sassanide sont principalement connues à travers le texte appelé Matigan-i Hazar Datistan (en). Il nous apprend que les jurisprudences importantes prononcées par les juges impériaux à l'époque sont inscrites dans un registre spécial.
La justice sassanide est intimement liée à la religion zoroastriste.

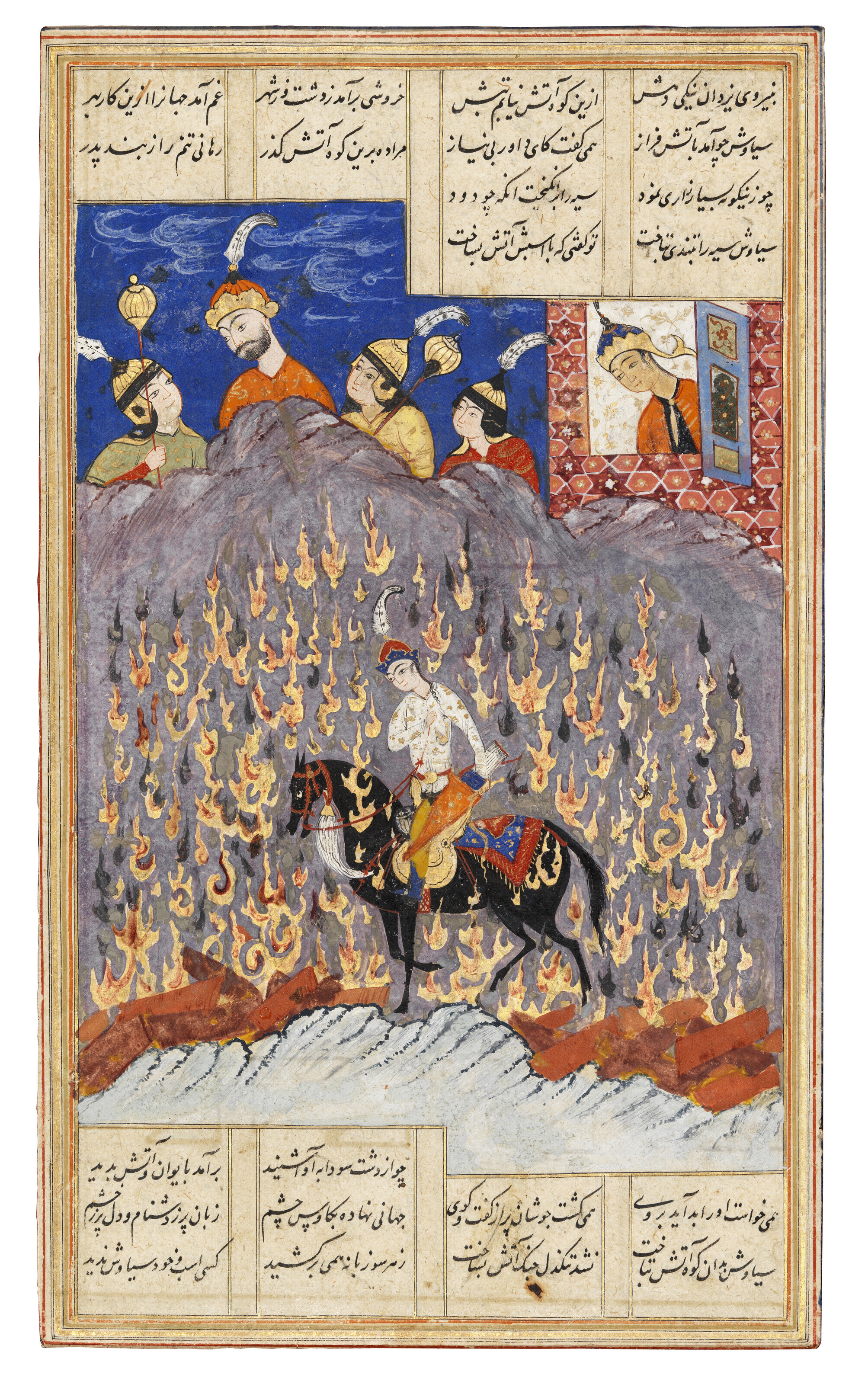
Cette miniature du XVIe siècle illustre un épisode du Livre des Rois, où un prince perse légendaire, accusé de viol, doit survivre à une ordalie par le feu.

Les affaires que les tribunaux sassanides ordinaires ne savent pas résoudre sont traitées par ordalie. Diverses ordalies sont possibles : par le feu, par l’eau, par les lions ou encore par le fer fondu. Les châtiments sassanides sont en partie connus grâce aux Actes des martyrs perses.

### De la naissance de l’islam jusqu’auXIXesiècle

#### Période médiévale
Dès les débuts de l’islam en Iran, les tribunaux sont distingués en deux ordres, l’un religieux avec les cadis interprétant la charia, l’autre laïque et ’orfi, selon le modèle sassanide. Les cours coutumières laïques deviennent prédominantes au fil du temps. Il est possible que Abd Al-Malik ait été l’initiateur des tribunaux laïques, mais c’est ʿUmar II qui les a institutionnalisées. À l’instar des juges sassanides avant eux, les officiers des Samanides, Tahirides, Ghaznévides et Seldjoukides rendent justice deux fois par semaine. Haroun al-Rachid inaugure la fonction de grand cadi qui perdure dans toutes les dynasties après les Abbassides. Les non-musulmans ne sont pas jugés par les tribunaux islamiques et continuent de fonctionner avec leurs évêques, rabbins ou mobad (en)s. Au Xe siècle, Nasr II fait construire une cour de justice aux portes de son palais à Boukhara.

#### Époque mongole
Pendant l’ère mongole, il y a une juridiction séparée pour les Perses et une pour les Turcs. La principale cour de justice mongole est appelée divān-e yarḡu, puis divān-e moḡul, et au fil du temps et de la conversion des souverains mongols à l’islam sous l’Ilkhanat, ses jurisprudences sont assimilées à la charia. Sous le règne de Uzun Hasan, la fonction publique du parvānči-e ʿajazah wa masākin est créée, un avocat public auquel peuvent faire appel les personnes pauvres.

#### Dynasties Séfévide, Afchéride et Zand
Sous les Séfévides, le chef de la structure judiciaire est appelé divān-beygi. À Isfahan au XVIIe siècle, il est chargé de rendre la justice quatre fois par semaine : deux fois aux portes du palais d’Ali Qapou et deux fois dans sa propre demeure. La peine de mort peut seulement être prononcée par le chah après consultation de responsables religieux, la torture et les amendes sont plus communes, et l’emprisonnement est très rare. Les prévenus peuvent trouver refuge dans des espaces sanctuarisés appelés bast, comme les écuries royales. Après la chute des Séfévides et l’instabilité qui en résulte, les gens ont tendance à se tourner vers des juristes locaux influents pour faire juger leur litiges, une pratique qui continue dans la suite de l’histoire iranienne.

### XIXesiècle
Manuchehr Khan Gorji (en) crée une cour de justice centrale à Isfahan dans les années 1830, mais elle est abolie peu après. En 1835, le grand vizir Abol-Qasem Qa'em-Maqam (en) en établit une autre qui dure cinq ans avant de perdre toute importance pratique. Amir Kabir entreprend de grandes réformes de la justice, interdisant par exemple l’usage de la torture pour obtenir des confessions. En février 1874, le chah publie un décret pour faire installer des « boîtes de justice » où les justiciables peuvent déposer leurs plaintes. Les boîtes sont vidées le lundi et le vendredi, et les demandes, qui ne devaient viser que des fonctionnaires, sont soumises au chah sans être ouvertes. Le chah écrit alors sa décision dans la marge et un fonctionnaire se charge de les exécuter. Pour les affaires de plus de quinze ans, il y a prescription. Envoyer une plainte fallacieuse était passible de la peine de mort. Le système des « boîtes de justice » reste opérationnel au moins jusqu'en 1883. En 1877, le chah crée par décret un comité d'oulémas et de fonctionnaires chargé de codifier la charia, sans aucun résultat toutefois. Des propositions de réforme visant à rédiger un Code à l’européenne rencontrent une ferme opposition de la part des oulémas ainsi que du gouvernement russe, lequel y voit une entrave à ses droits issus du traité de Turkmantchaï.

#### Le régime des capitulations
Au XIXe siècle, les Occidentaux insistent pour bénéficier d'un traitement spécial dans les tribunaux iraniens. À travers des traités bilatéraux avec l'Iran appelés capitulations ou kārgozār, les pays européens exigent la présence, lors de tout procès d’un de leurs ressortissants en Iran, d'un représentant de son pays d'origine pour contresigner la décision du tribunal iranien. Les Européens tiennent à ce dispositif et avancent l'argument que l'Iran n'ayant pas de code juridique écrit, « personne ne sait selon quelles lois les étrangers seront jugés ».
Les Iraniens en général s'opposent à ces capitulations et les partisans de la laïcité, comme Mohammed Mossadeq, veulent établir une loi écrite fixe qui, selon eux, non seulement mettra fin aux capitulations, mais facilitera la construction d'un État fort et unifié. Cette idée s'inscrit dans le courant naissant du constitutionnalisme iranien, au sein duquel une importante mouvance promeut une république islamique.

### XXesiècle
Sous le règne laïc de Reza Shah après la Révolution constitutionnelle persane, de nombreux changements sont apportés au système judiciaire iranien, dont notamment l'établissement d'un droit écrit fixe et de cours d'appel. En mars 1926, le ministre des affaires judiciaires Ali-Akbar Davar dissout l'ensemble du système judiciaire iranien, avec l'approbation du parlement, et lance une vague de restructurations et de réformes fondamentales avec l'aide d'experts judiciaires français. En avril 1927, l'Iran compte 600 juges nouvellement nommés à Téhéran. Davar tente ensuite d'étendre le nouveau système à d'autres villes d'Iran par le biais d'un programme de formation de 250 juges. Reza Shah présente ses réformes juridiques comme des « expériences provisoires » et autorise les juges religieux à conserver leurs tribunaux pour des questions telles que l'héritage. En 1936, cependant, le nouveau système devient permanent et les tribunaux religieux sont abolis, mais des tribunaux charaïques continuent à statuer sur les questions de droit de la famille et d'héritage jusqu'à la révolution islamique (parallèlement aux tribunaux laïques). Certains aspects de la charia sont également conservés officieusement dans le droit pénal. Par exemple, une compensation est encore accordée, d'une manière similaire à la diyya, afin d’éviter la peine de mort dans certains cas.
Dans les années 1960, Rouhollah Khomeini, en exil, développe la doctrine du Velayat-e faqih, selon laquelle les experts de la jurisprudence islamiques sont seuls légitimes à gouverner.

## Sources du droit

### Préceptes islamiques
Les « préceptes islamiques » priment sur l'ensemble des lois constitutionnelles et autres normes et règlements de droit interne.

### Constitution
La Constitution est la norme suprême de l'Iran.

### Législation
Le pouvoir législatif est confié au Majlis. Les lois ne peuvent être contraires aux « principes et commandements de la religion officielle » et à la Constitution.

### Droit international
La ratification des normes de droit international est assurée par le Majlis. Elles doivent être signées par le président.

## Codifications
Le Code civil iranien (CCI), conçu en 1933, a été inspiré dans le domaine du droit des obligations, par le droit français et le droit musulman (shiite). Ses articles se basent sur les règles du fiqh (jurisprudence islamique), mais la définition et le domaine du « dol » s’inspirent spécialement du droit français. Il compte 1 335 articles.
Il n'existe pas de Code pénal stricto sensu, mais un ensemble de textes réunis sous le nom de « lois pénales islamiques » actuellement en vigueur en Iran qui ont été approuvées par le Madjles le 30 juillet 1991 et ratifiées par le Conseil de discernement le 28 novembre 1991. Elles ont été modifiées en 1996 et 2013.

## Organisation juridictionnelle
L'organisation juridictionnelle de la République islamique d'Iran est établie par le chapitre XI de la Constitution.

## Sources

#### Histoire du droit
- سعید باقری, « در معنی «داد»  جست‌وجو برای یافتن واژه‌ای معادل «قانون» در متونیران باستان », مطالعات حقوق خصوصی, vol. 51, no 4,‎ janvier 2022 (DOI 10.22059/jlq.2022.280009.1007202, lire en ligne)
- (en) Nobuaki Kondo, Islamic Law and Society in Iran: A Social History of Qajar Tehran, Routledge, 31 mars 2017 (ISBN 978-1-315-20183-2, DOI 10.4324/9781315201832, lire en ligne)
- (en) Hadi Enayat, Law, State, and Society in Modern Iran: Constitutionalism, Autocracy, and Legal Reform, 1906–1941, Palgrave Macmillan US, 2013 (ISBN 978-1-349-44844-9 et 978-1-137-28202-6, DOI 10.1057/9781137282026, lire en ligne)
- (en) Majid Mohammadi, Judicial Reform and Reorganization in 20th Century Iran: State-Building, Modernization and Islamicization, Routledge, 13 mai 2013 (ISBN 978-1-135-89342-2)
- Delaram Farzaneh, Judgeships in Iran: step down, you are a woman: a legal analysis of international human rights: a history of women's rights in Iran and women judges in the United States, Vandeplas Publishing, 2017 (ISBN 978-1-60042-288-1, présentation en ligne)

#### Sources primaires
- Constitution de l'Iran, 1989 (lire en ligne)

## Compléments